# Zuglói SE
A Zuglói Danuvia SE egy megszűnt labdarúgócsapat, melynek székhelye Budapest XIV. kerületében volt. A csapat egyszer szerepelt az NB I-ben még az 1938-39-es idényben.

## Névváltozások
- 1921–1923 Zuglói Nemzeti Torna Egylet
- 1923–1939 Zuglói Sport Egyesület
- 1939–1952 Zuglói Danuvia SE
- 1952–1953 Vasas Torpedo
- 1953–1956 Vasas Danuvia
- 1956–1978 Zuglói Danuvia SE

## Híres játékosok
- Kapocsi Sándor

## Sikerek
NB I
- Résztvevő: 1938-39

NB II
- Bajnok: 1937-38